# Facec
La Facec (Fondazione Ambrosiana per la Cultura e l'Educazione Cattolica) è una fondazione attiva nell'ambito educativo-scolastico.

## Storia
La Facec nasce il 16 luglio 1970 su decreto dell'allora Arcivescovo di Milano Giovanni Colombo. A partire dal 1º febbraio 1973 la fondazione diventa un ente ecclesiastico civilmente riconosciuto. Ad oggi (2024) la Facec è attiva in territorio Lombardo mediante tre collegi arcivescovili:
- Collegio Castelli (Saronno)[3]
- Collegio Ballerini (Seregno)[4]
- Istituto Sacramentine (Cesano Maderno)[5]

Tramite scuole elementari e secondarie di 1º e 2º grado la fondazione si pone l'obbiettivo di supporatre l'educazione della persona con un progetto centrato sull'umanesimo cristiano.